# Russian blue
Russian blue är en kattras med troligt ursprung i Ryssland. En russian blue är alltid blå med en silvrig lyster. Pälsen är kort och silkesmjuk, samtidigt som den är lättskött med ett relativt litet behov av pälsvård. Ögonen på en russian blue ska vara intensivt gröna. Kroppen är medelstor, elegant och välmusklad med slanka ben och en lång svans.

## Historia
Russian blue-kattens ursprung är inte med säkerhet fastställd. Enligt legenden nämns för första gången en russian blue-katt hos tsaren Peter den Store. Tsarfamiljer sägs ha avlat på de blå katterna med silverskimrande päls och gett bort dessa som unika presenter till utländska sändebud och kungahus i Europa. 
Enligt andra obekräftade historiska källor lär det också ha funnits blå katter på Malta och i andra sydeuropeiska länder, varför namnet malteserkatt även har figurerat för den blå katten. 
De blå katterna sägs enligt historien ha kommit från Archangelsk i Ryssland via ryska timmerskepp till England i mitten på 1800-talet . Avel på katten från Ryssland startade därför i England där den efter att ha haft flera olika namn såsom blue shorthair, russian shorthair och archangelsk katt slutligen gavs namnet russian blue .
Klart är att katten för första gången ställdes ut på en kattutställning 1875 i Kristallpalatset (Crystal Palace) i London som en archangelsk katt, i klassen för blå korthåriga katter. 1912 fick den börja tävla i en egen klass.  Russian blue har varit en godkänd kattras i Sverige sedan den första kattklubben bildades år 1946 . Det är alltså en katt med anor långt bak i tiden och få raskatter har funnits så länge som ras. 
Under första världskriget minskade beståndet av rasen. I början av 1940-talet tog dock aveln fart igen och då i Skandinavien, via Danmark i samarbete med svenska uppfödare. Parallellt med detta rekonstruerades även rasen i England. Under denna tid parades även en handfull siameskatter in i linjerna för att bevara rasen. I övrigt har inparning av obesläktade katter varit mycket sparsam under rasens historia. 
Även i USA fanns sedan början av 1900-talet rasen russian blue. Genom att korsa in de två europeiska typerna, det vill säga den skandinaviska typen och den engelska, uppstod den moderna typen med ljus sammetsliknande silvrig päls och distinkt profil. 
Det finns således tre typer av russian blue som skiljer sig åt i vissa utseendemässiga detaljer, framförallt när det gäller pälsfärg, pälskvalité och öronplacering. Den amerikanska typen av russian blue som har en ljusare pälsfärg och där öronen sitter något lägre på huvudet i jämförelse med den skandinaviska typen. Den engelska russian blue har högre sittande öron, tätare mellan ögonen samt något längre och smalare huvud än den skandinaviska. Den engelska typen saknar även den i profil markerade vinkeln vid ögonbrynen. 
Den praxis och erfarenhet som finns idag är att uppfödare över hela världen samarbetar kring aveln. Detta innebär russian blue-katter importeras och exporteras mellan uppfödarna i större omfattning än tidigare. Uppfödare strävar efter att i sitt avelsarbete att utveckla olika egenskaper hos katterna, vilket innebär att de olika typerna ständigt förändras och utvecklas.

## Utseende

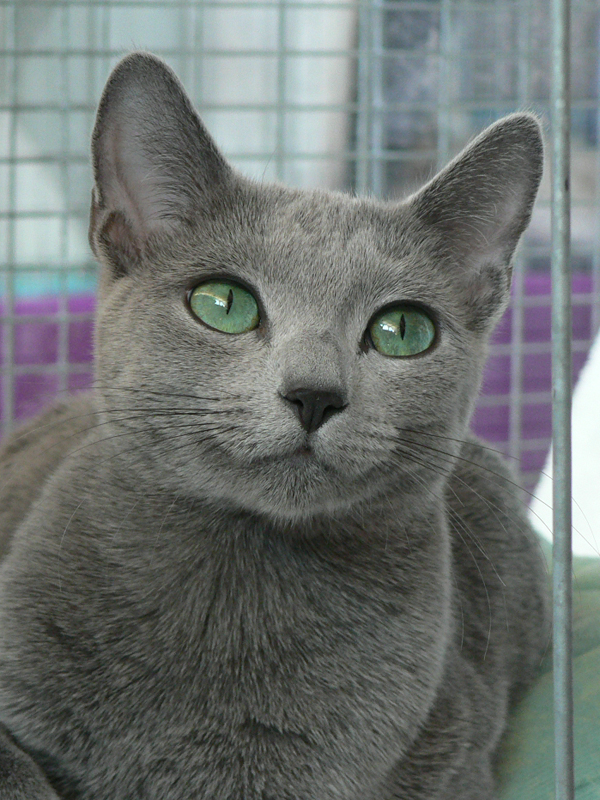
Russian blues gröna ögon

Det mest karaktäristiska dragen hos en russian blue är, förutom den blå silverskimrande pälsen, deras intensivt smaragdgröna ögon, den smidiga kroppen med en lätt gungande gång, som kan liknas vid en panter, samt den täta dubbelpälsen.  Att pälsen är dubbel betyder att täckhåren och under-ullen är lika långa och gör att pälsen känns som plysch. Pälsen är "silvertippad" , det vill säga hårstråna är ljusare i toppen än vid roten, vilket medför att pälsen får ett tydligt silverskimmer.
Russian blue är en medelstor muskulös katt, smidig och en elegant lång kropp med höga ben. Hanarna väger runt 4-5 kg och honorna cirka 3-4 kg. 
Huvudet har en kort kil och skallen, det vill säga nosen och pannan, är rak med en tydligt markerad konvex vinkel i profil i ögonbrynshöjd. Morrhårskuddarna ska vara tydligt framträdande. Pälsen är en kort, tät dubbelpäls som bidrar till att både strukturen och utseendet på pälsen inte liknar någon annan ras. Öronen ska vara stora och vida vid basen. Ögonen ska vara mandelformade och intensivt gröna. Tassarna är mörkt lavendelfärgade. Kroppen ska vara elegant och graciös med lång avsmalnande svans. 

## Temperament och beteende

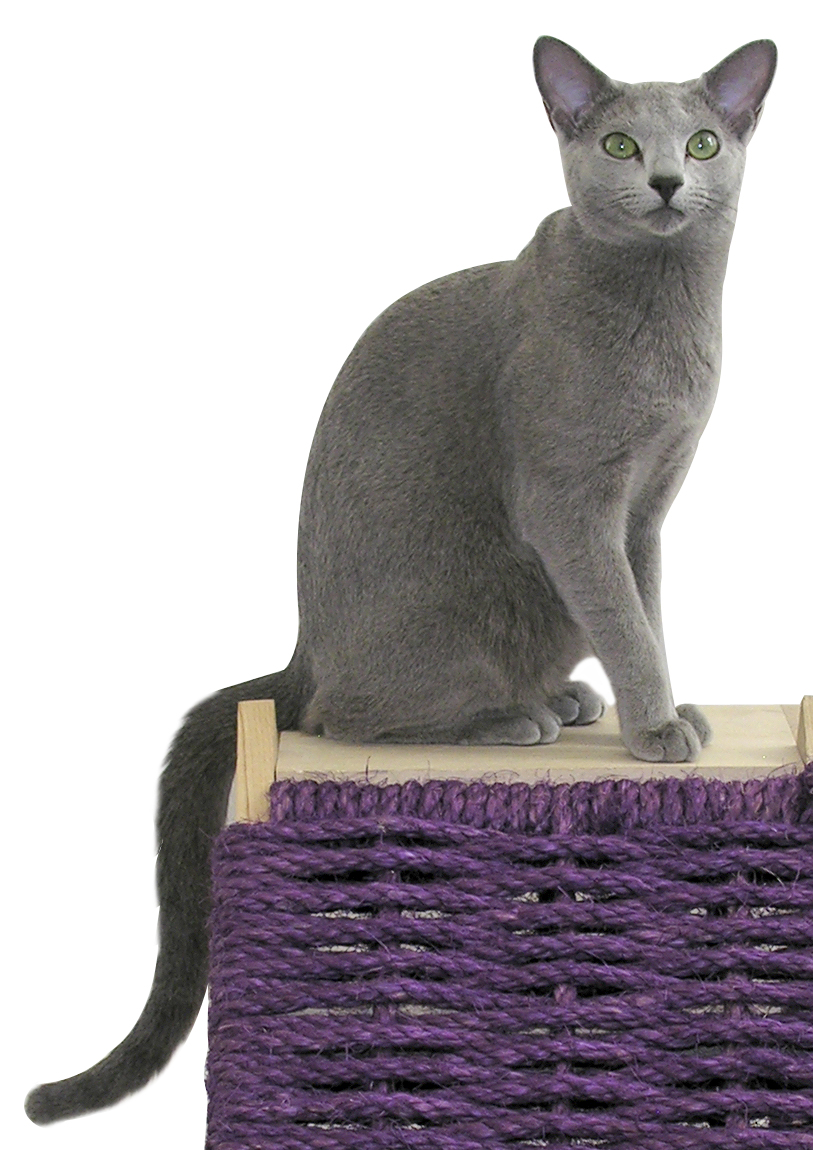
Russian blue-hane, ett år gammal

Till temperamentet är russian blue vänlig och mild, intelligent, tillgiven och lekfull. Många tycker om att apportera och kan lära sig att göra olika tricks; som att öppna dörrar och boxar. Uppfödare och kännare av rasen kan vittna om russian blue som en riktig trapetskonstnär, som gärna hoppar eller klättrar till höga platser där de kan sitta, observera och spana. 
Det är en självständig katt och inte den omedelbara knäkatten. De sitter däremot gärna på axeln och ligger tätt intill sin familj. Ryssar gillar att vara med sin familj och lägger sig gärna i hushållets alla göromål. Russian blue-katten uppfattas allmänt av ägare och erfarna uppfödare som nyfiken, lekfull och påhittig och kräver därmed inte ständig sysselsättning eller aktivering. Generellt är de tysta katter men pratar gärna med dig om du pratar med dem. Även om russian blue är mycket sociala gillar de också egen tid, att gå undan för att ta sig en tupplur då och då. 
En russian blue är livlig, utan att vara påträngande, och robust utan att vara hårdhänt. Den behåller sin smidighet och lekfullhet långt upp i åldern. Russian Blue har i många generationer levt som innekatt och trivs väl med det. Trots det har katten kvar mycket av sin naturliga instinkt och vet hur man fångar en mus eller fågel om den får en chans. 

## Hälsa

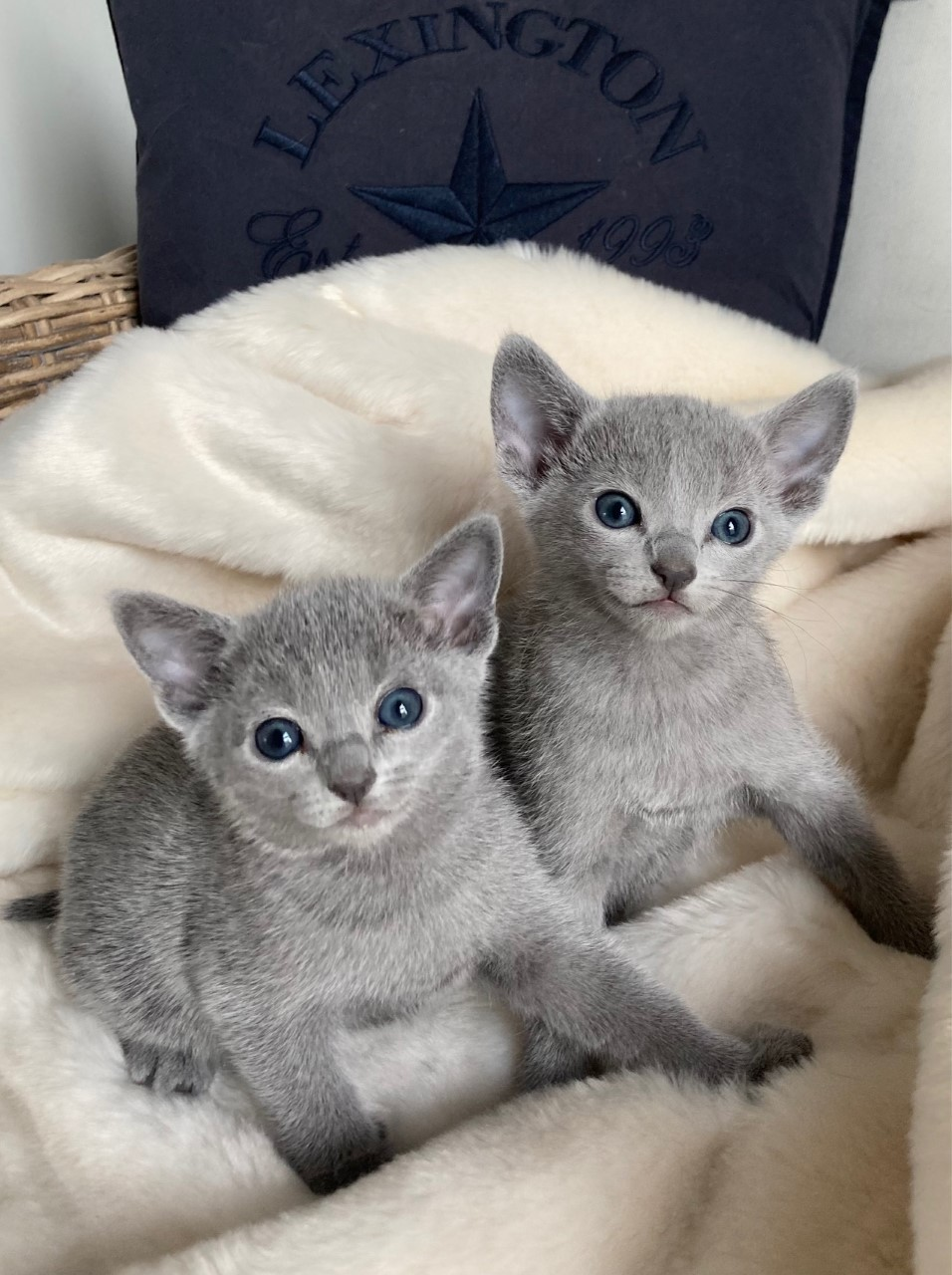
Russian blue-kattungar, fem veckor gamla

Pälsen är lättskött och kräver minimal pälsvård. Den erfarenhet som uppfödare och kattägare har är att russian blue inte fäller särskilt mycket pälshår.
Russian blue har få hälsoproblem och inga hittills kända genetiska defekter. Det finns därför inte krav på något tvingande hälsoprogram för rasen hos Sveriges Kattklubbars Riksförbund, Sverak. 
Livslängden på en russian blue är normalt mellan 10 och 20 år, men det finns flera katter som har levt mycket längre än så .

## Liknande katter
I vissa länder finns tre varianter som sägs härstamma från russian blue:
- Russian white med vit päls,
- Russian black med svart päls samt
- Nebelung som är en långhårig variant.

Dessa katter är inte godkända som raskatter i Sverige, det vill säga av SVERAK.
Två andra raskatter där, precis som för russian blue, endast pälsfärgen blå är godkänd:
- Korat
- Chartreux